# Walter Junker (Politiker)
Georg Heinrich Walter Junker (* 13. August 1905 in Marburg; † 24. Mai 1986 in Neunkirchen (Saar)) war ein deutscher Politiker und Propagandist der NSDAP sowie Bürgermeister und Stadtkämmerer der Stadt Hanau von 1937 bis März 1945.

## Leben
Junker wurde in Marburg geboren, wuchs aber in Hanau auf, wo er 1925 in der Oberrealschule sein Abitur ablegte. Anschließend studierte er in Marburg Volkswirtschaft und Rechtswissenschaften und legte 1933 sein juristisches Staatsexamen ab. Bis 1935 war er in verschiedenen Stellen im Verwaltungs- und Gerichtsdienst tätig, zuletzt im Landratsamt des Landkreises Gelnhausen.

## Karriere in der NSDAP
Bereits zum 1. Mai 1929 war Junker in die NSDAP eingetreten (Mitgliedsnummer 129.620). 1931 wurde er Gauredner. Seine Agitationstätigkeit brachte ihm 1932 ein Disziplinarverfahren ein, weshalb er seine juristische Ausbildung von April bis September 1932 unterbrechen musste. 1935–1937 war er Adjutant des Gauleiters Jakob Sprenger in Darmstadt, im Anschluss daran Stadtkämmerer und Bürgermeister in Hanau.
Seine Tätigkeit als Bürgermeister ließ erkennen, dass er zunächst durchaus sachbezogen handelte. Junker schob die Renovierung der Altstadt an, die Anerkennung Hanaus als „Stadt des edlen Schmucks“ sowie die Renovierung des Altstädter Rathauses und dessen Umbenennung zum Deutschen Goldschmiedehaus. Für die dortigen Sammlungen des Hanauer Geschichtsvereins ließ er den Fürstenbau des Hanauer Stadtschlosses zum Museum herrichten. Diese Maßnahmen wurden allerdings noch im Zweiten Weltkrieg durch die Zerstörungen im Januar 1945 (Stadtschloss) und am 19. März 1945 zunichtegemacht, ein Großteil der Museumsbestände ging verloren.
Die direkte Verstrickung in Judenpogrome, die unter Junkers Amtszeit und der seines Vorgängers Müller-Starke, während deren er als Kämmerer und Bürgermeister agierte, in Hanau stattfanden, ist nicht zu belegen. So war die Stadtverwaltung zwar nicht direkt in die Novemberpogrome 1938 involviert, kaufte allerdings im März 1939 die geschändete Synagoge für 8500 Reichsmark. Auch fassten OB und Bürgermeister klar antisemitische Entschlüsse wie das Verbot der Benutzung der städtischen Bäder für Juden, Verbot der Benutzung des städtischen Krematoriums oder der Beerdigung in Hanau. Direkt beteiligte sich die Stadtverwaltung auch an der „Arisierung“ jüdischer Geschäfte und Betriebe.
Bei seiner Tätigkeit kam ihm sein hoher Bildungsstand zugute, er zeigte sich kulturell engagiert; allerdings hatte sich die Kultur bedingungslos seiner nationalsozialistischen Ideologie unterzuordnen, so dass gerade dies ihn besonders gefährlich erscheinen ließ. Der Gleichschaltung des Geschichtsvereins, durch die er dessen einziger nicht gewählter Vorsitzender wurde, folgten die Rücktritte verdienter Mitglieder wie Dr. h. c. Hugo Birkner und Dr. Walter Martin Fraeb. In der nächsten Sitzung des Führerrats machte er dem Gremium Vorhaltungen über „die Tugenden des deutschen Mannes“, den Verein führte er in der Folge durch Anordnungen.
Die Berufung zum Oberbürgermeister erhielt Junker zu Beginn des Jahres 1944, am 30. Januar, da sein Vorgänger Friedrich Müller-Starke (1877–1967) am 30. Juni 1943 in Pension gegangen war. Junker übte das Bürgermeisteramt bis Ende März 1945 aus. Zum Zeitpunkt der Einsetzung hatte er sich bereits aufgrund eines Führerappells freiwillig als Soldat gemeldet, wurde aber nun an der „Heimatfront“ eingesetzt. Als Zeichen, dass er nun Verwaltung und Landesverteidigung gleichzeitig diente, erschien er häufig in Wehrmachtsuniform im Hanauer Rathaus.

## Nachkriegszeit
Junker war rechtzeitig vor dem Einmarsch der Amerikaner in Hanau Ende März 1945 nach Thüringen geflohen; später erfolgte eine Übersiedlung nach Marburg und Bad Pyrmont. Er wurde von der Spruchkammer bei der „Entnazifizierung“ als „Minderbelasteter“ eingestuft und führte nach dem Krieg eine Rechtsanwaltskanzlei. Er starb 1986 in Neunkirchen an der Saar.